# La Sabinada
La Sabinada är en ort i Mexiko.   Den ligger i kommunen Frontera Comalapa och delstaten Chiapas, i den sydöstra delen av landet, 900 km sydost om huvudstaden Mexico City. La Sabinada ligger 655 meter över havet och antalet invånare är 534.
Terrängen runt La Sabinada är varierad. Runt La Sabinada är det ganska tätbefolkat, med 108 invånare per kvadratkilometer. Närmaste större samhälle är Frontera Comalapa, 3,7 km söder om La Sabinada. I omgivningarna runt La Sabinada växer huvudsakligen savannskog.